# Nanbu Harumasa
Nanbu Harumasa (南部晴政?; 1517 – 1582) è stato un daimyō giapponese del periodo Sengoku, XXIV capo del clan Nanbu.

## Biografia
Harumasa era figlio di Nanbu Yasunobu al quale succedette nel 1540. Gli fu permesso di usare il kanji 'Haru' nel suo nome dallo shōgun Ashikaga Yoshiharu nel 1539. 
Attaccò il clan Tozawa a sud e conquistò il distretto di Iwate. Verso la fine del 1550 entro in guerra con la famiglia Akita e li scacciò dalla zona di Tsugaru. La sua leadership efficace e i rapidi attacchi contro i nemici resero il clan uno dei più potenti del nord della provincia di Mutsu. 
Tuttavia nel 1581 subì la ribellione del clan Ōura guidato da Ōura Tamenobu che riuscì a rendersi indipendente e con il quale iniziò un confronto durato duecento anni.
Gli succedette il figlio Harutsugu, che morì podo dopo l'investitura. Successivamente il figlio adottivo di Harumasa, Nobunao, divenne XXVI capo del clan.